# Beachwood Canyon (album)
Beachwood Canyon è il terzo album della cantante britannica Jem. L'album, registrato a partire dal 2009, ha subito una lunga e travagliata serie di ritardi che hanno portato la pubblicazione all'agosto del 2016, a quasi otto anni di distanza dal precedente lavoro Down to Earth.
Il singolo di lancio Beachwood Canyon è stato pubblicato il 1 luglio 2016, data in cui è stato anche reso disponibile il pre-ordine dell'album.
L'album si presenta molto differente dai due precedenti dischi dell'artista, abbandonando totalmente il genere del trip hop che la aveva contraddistinta negli anni passati. Il disco trae ispirazione dal cantautorato degli anni 60 e il sound si avvicina particolarmente a quello di Simon and Garfunkel, The Byrds e dei Beatles.
Il titolo dell'album fa riferimento alla famosa strada tortuosa che porta alla celebre Hollywood Sign, sulla quale la stessa Jem ha vissuto per un certo periodo.
La maggior parte dell'album è stato registrato nei leggendari Grandmaster Studios di Hollywood.

## Pubblicazione
A partire dalla fine del 2009 Jem annuncia di essere al lavoro per il suo terzo album in studio e di volerlo completare entro la fine del 2010. Tuttavia, dal momento che la sua casa discografica, la ATO Records, ha rotto i legami con Sony Music e RCA nel 2007, le possibilità di produrre il nuovo disco in modo efficace viene a meno.
Nel 2012 Jem è tornata in studio per incidere e produrre l'album e a novembre ha registrato i brani ai Grand Master Studios di Hollywood, e annuncia la pubblicazione per i primi mesi del 2013, poi posticipata. Nell'estate del 2013 viene annunciato che il titolo dell'album sarà Beachwood Canyon e uscirà a fine anno, per poi essere nuovamente rimandato. Nel febbraio del 2014 viene confermato che l'album è completo e pronto per la pubblicazione e Jem si scusa per i ritardi e gli imprevisti nella pubblicazione. Nel mese di gennaio 2015 viene annunciato che l'album sarà pubblicato entro l'anno, anche questa volta la pubblicazione non avviene. Nel mese di gennaio 2016, Jem ha pubblicato i primi scatti fotografici dell'era Beachwood Canyon e ha annunciato la pubblicazione ufficiale dell'album per l'inizio del 2016. A inizio anno l'album viene promesso per la primavera del 2016.  Il 21 giugno viene annunciato che l'album sarà disponibile per pre-ordinazione dal 1º luglio 2016, insieme al primo singolo estratto. Il 1º luglio 2016 viene pubblicato il singolo di lancio Beachwood Canyon. La pubblicazione dell'album avviene ufficialmente il 5 agosto su formato digitale in tutto il mondo, la versione fisica dell'album in formato CD e vinile (e pacchetti speciali deluxe contenenti gadget e CD autografati), prevista inizialmente per il 12 agosto e poi per il 19 agosto, è stata resa disponibile a partire dal 30 agosto (le spedizioni dei CD sono state effettuate però a fine novembre/inizio dicembre, a causa dei ritardi sulla manifattura dei CD).

## Tracce
1. Intro
2. Beachwood Canyon
3. So Gold
4. My Love
5. Momma
6. Don't Look Back
7. I Sit up in My Window
8. Tell It to My Heart
9. The Adventures of Cupid and Pack
10. Hold On

## Singoli
- Beachwood Canyon (2016)